# Stanko Svitlica
Stanko Svitlica (né le 17 mai 1976 à Kupres en Yougoslavie et aujourd'hui en république serbe de Bosnie) est un joueur de football serbe, qui évolue au poste d'attaquant.

## Palmarès
- Partizan Belgrade
  - Championnat de Yougoslavie : 1995-96

- Legia Varsovie
  - Championnat de Pologne : 2001-02
- Coupe de Pologne : 2002
  - Meilleur buteur du championnat de Pologne: 2002-03